# Euptychia sophiae
Euptychia sophiae är en i övre Amazonbäckenet 2015 nyupptäckt fjärilsart.

## Beskrivning
Kroppen hos hanen är gråbrun med brunt huvud och mörkare mellankropp. Vingarna är gråbruna med mörkare kanter och fyra rödbruna till mörkbruna längsband. På varje framvinge finns en ögonfläck, på bakvingen två på undersidan, samt tre (varav en mycket liten) på ovansidan.  Framvingens längd på de beskrivna hanarna var 18 till 19 mm. Honan har inte påträffats.
En förväxlingsart är Euptychia attenboroughi, som är nära släkt med denna art, och upptäcktes samtidigt.

## Utbredning
Euptychia sophiae har påträffats på två lokaler: I nationalparken Serra do Divisor i västligaste Brasilien, nära gränsen till Peru, och i nordöstra Peru i regionen Loreto, nära den brasilianska lokalen.

## Namn
Arten är uppkallad efter Laura Sophia, en niece till auktorn Thamara Zacca.